# Krnić
Krnić (em cirílico: Крнић) é uma vila da Sérvia localizada no município de Vladimirci, pertencente ao distrito de Mačva, na região de Mačva. A sua população era de 493 habitantes segundo o censo de 2011.

## Demografia
| 1948 | 1953 | 1961 | 1971 | 1981 | 1991 | 2002 | 2011 |
| ---- | ---- | ---- | ---- | ---- | ---- | ---- | ---- |
| 955  | 988  | 969  | 908  | 903  | 860  | 600  | 493  |